# Zenon Smolarek
Zenon Smolarek (ur. 1938) – polski oficer, nadinspektor Policji, komendant główny Policji w latach 1992–1995.

## Życiorys
W 1963 rozpoczął służbę w Milicji Obywatelskiej. Ukończył studia na Wydziale Prawa Uniwersytetu Adama Mickiewicza w Poznaniu oraz w Szkole Oficerskiej MO w Szczytnie. W trakcie służby w MO zajmował stanowiska: starszego referenta i kierownika inspektoratu ruchu drogowego MO w Pile oraz zastępcy komendanta miejskiego w Ostrowie Wielkopolskim, a następnie, przez 19 lat, zastępcy naczelnika i naczelnika Wydziału Dochodzeniowo-Śledczego Wojewódzkiego Urzędu Spraw Wewnętrznych w Poznaniu. 7 czerwca 1990 mianowany komendantem wojewódzkim policji w Poznaniu. Od 25 lutego 1992 do 8 lutego 1995 pełnił funkcję komendanta głównego policji.
Był inicjatorem budowy Pomnika Pomordowanych Policjantów II RP Województwa Poznańskiego.
W 2012 otrzymał Medalion Pieta Miednoje 1940, przyznany przez Warszawskie Stowarzyszenie Rodzina Policyjna 1939 roku.